# Eospalax
Eospalax és un gènere de rosegadors de la família dels espalàcids. Les set espècies d'aquest grup són endèmiques de la República Popular de la Xina. En el passat es qüestionà la categoria d'espècie d'alguns membres d'aquest gènere, però un estudi basat en les seqüències d'ADN mitocondrial en corroborà la validesa. S'han dut a terme moltes anàlisis genètiques del gènere Eospalax.